# Dada (revista)
Dada fue una revista dadaísta editada primero en Zúrich y más tarde en París entre 1917 y 1921.

## Descripción
Su primer número apareció en julio de 1917, en la ciudad suiza de Zúrich. Su editor fue el rumano Tristan Tzara y se contabilizaron un total de ocho números, los primeros cinco en Zúrich y el resto en París. Vinculada al dadaísmo, también participaron por ejemplo autores del futurismo. Cesó en 1921 con un número bajo el título Dada in Tirol au grand air.
En sus páginas participaron autores como Gabrielle Buffet, Viking Eggeling, Hans Arp, Jean Cocteau, Philippe Soupault, Georges Ribemont-Dessaignes, Louis Aragon, Raymond Radiguet, Pierre Albert-Birot, Pierre Reverdy, Marcel Janco, Arthur Segal, Raoul Hausmann, Johannes Baader, Jean Arp y Paul Éluard.